# Lue Sai
Lue Sai (voller Thronname Samdat Brhat-Anya Chao Luvana Jaya Chakrapati Phen-Pheo; * 14. Jahrhundert; † 1433) war zwischen 1432 und 1433 König des Reiches Lan Chang im heutigen Laos.

## Leben
Lue Sai war der älteste Sohn von König Samsaenthai (reg. 1372–1417), seine Mutter ist nicht bekannt. Er wurde privat bei Hofe erzogen. Sein Vater überging ihn zunächst bei der Thronfolge zugunsten seines jüngeren Bruders, er wurde als Gouverneur von Mueang Kabong ernannt und mit dem Titel Brhat-Anya Munabana (Mun Ban), nachdem er volljährig geworden war.
1432 folgte er seinem jüngeren Bruder Khamtam auf den Thron. Er regierte nur sechs Monate und beging 1433 in den Palastgärten von Luang Phrabang Suizid.
Nachfolger von Lue Sai wurde Khai Bua Ban (reg. 1433–1436).